# Thumpers
Thumpers (doorgaans geschreven als THUMPERS) is een Brits indiepopduo bestaande uit Marcus Pepperell en John Hamson, Jr. De twee waren vrienden sinds de lagere school en maakten al een tijdlang muziek, maar startten hun eigen project samen in september 2012. Een eerste demo van "Sound of Screams" verscheen online in april 2013, gevolgd door een 7" vinyl met Dancing's Done en Big Heat. Op 19 mei 2014 brachten ze hun debuutalbum uit, getiteld "Galore".

## Discografie

### Albums
- Galore, 2014

### Ep's
- Together, 2014

### Singles
- Dancing's Done/Big Heat, 2013
- Sound of Screams, 2013
- Unkinder (A Tougher Love)/Tame, 2013
- Galore, 2014